# Trèo cây Corse

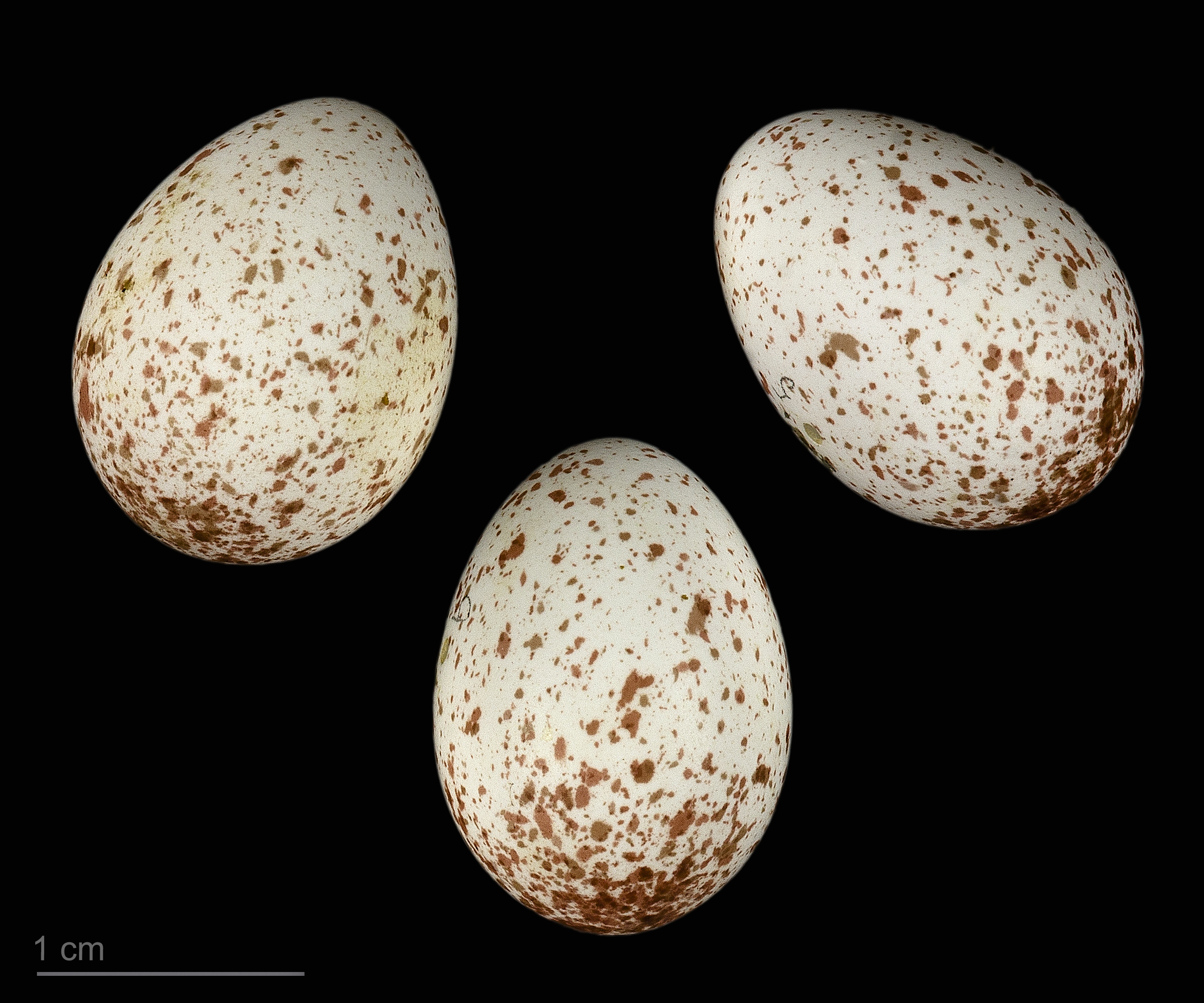
Sitta whiteheadi

Trèo cây Corse, tên khoa học Sitta whiteheadi, là một loài chim trong họ Sittidae. Chúng là loài đặc hữu của đảo Corse.